# Cnemaspis limi
Cnemaspis limi är en ödleart som beskrevs av  Das och GRISMER 2003. Cnemaspis limi ingår i släktet Cnemaspis och familjen geckoödlor. IUCN kategoriserar arten globalt som livskraftig. Inga underarter finns listade i Catalogue of Life.